# Vòng loại Giải vô địch bóng đá thế giới 2010 – Khu vực châu Á (Vòng 3)
Các trận đấu thuộc vòng thứ ba của vòng loại Giải vô địch bóng đá thế giới 2010 khu vực châu Á diễn ra từ ngày 6 tháng 2 đến ngày 10 tháng 9 năm 2008.

## Thể thức
Tổng cộng 20 đội tuyển được bốc thăm chia thành năm bảng, mỗi bảng gồm 4 đội. Trong đó, năm đội đã được xếp hạng 1–5 trong danh sách tham dự của AFC, 11 đội giành chiến thắng ở vòng 1 có thứ hạng cao nhất được vào thẳng vòng đấu này và 4 đội còn lại chiến thắng từ vòng 2.
Các đội trong bảng sẽ thi đấu vòng tròn hai lượt tính điểm trên sân nhà và sân khách. Hai đội nhất và nhì của mỗi bảng đấu sẽ giành quyền vào vòng 4.

## Lịch thi đấu
Lịch thi đấu như sau.
| Lượt đấu   | Các ngày                      |
| ---------- | ----------------------------- |
| Lượt đấu 1 | 6 tháng 2 năm 2008            |
| Lượt đấu 2 | 26 tháng 3 năm 2008           |
| Lượt đấu 3 | 31 tháng 5–2 tháng 6 năm 2008 |
| Lượt đấu 4 | 7–8 tháng 6 năm 2008          |
| Lượt đấu 5 | 14 tháng 6 năm 2008           |
| Lượt đấu 6 | 22 tháng 6 năm 2008           |

## Bốc thăm
Lễ bốc thăm chia bảng cho vòng loại thứ ba được tổ chức vào lúc 17:00 (UTC+2) ngày 25 tháng 11 năm 2007 tại Trung tâm Hội nghị Quốc tế ở Durban, Nam Phi.
20 đội tham dự vòng này được chia vào bốn nhóm hạt giống, mỗi nhóm gồm năm đội. Các đội tuyển được xếp vào các nhóm dựa theo thứ hạng trên bảng xếp hạng của AFC tại vòng loại FIFA World Cup 2006; riêng các đội thuộc nhóm hạt giống (nhóm A) được sắp xếp theo kết quả tại vòng chung kết của giải đấu. Con số trong ngoặc đơn cho biết thứ hạng tổng thể của các đội tuyển trên bảng xếp hạng của AFC.
Lưu ý: Các đội tuyển in đậm giành quyền lọt vào vòng 4.
| Nhóm A                                                              | Nhóm B                                                                                 | Nhóm C                                                      | Nhóm D                                                                       |
| ------------------------------------------------------------------- | -------------------------------------------------------------------------------------- | ----------------------------------------------------------- | ---------------------------------------------------------------------------- |
| Úc (1) · Hàn Quốc (2) · Iran (3) · Nhật Bản (4) · Ả Rập Xê Út (5) · | Bahrain (6) · Uzbekistan (7) · Kuwait† (8) · CHDCND Triều Tiên (9) · Trung Quốc (10) · | Jordan (11) · Iraq (12) · Liban (13) · Oman (14) · UAE (15) | Qatar (16) · Syria (17) · Thái Lan (19) · Turkmenistan (20) · Singapore (29) |

† Vào ngày 30 tháng 10 năm 2007, Hiệp hội bóng đá Kuwait đã bị FIFA đình chỉ tham dự các giải đấu bóng đá quốc tế. Lệnh cấm đã được gỡ bỏ có điều kiện vào ngày 9 tháng 11 năm 2007, cho phép Kuwait vẫn tiếp tục tham dự vòng loại.

## Các bảng đấu

### Bảng 1
| VT | Đội        | ST | T | H | B | BT | BB | HS | Đ  | Giành quyền tham dự |     | Úc  | Qatar | Iraq | Trung Quốc |
| -- | ---------- | -- | - | - | - | -- | -- | -- | -- | ------------------- | --- | --- | ----- | ---- | ---------- |
| 1  | Úc         | 6  | 3 | 1 | 2 | 7  | 3  | +4 | 10 | Vòng 4              |     | —   | 3–0   | 1–0  | 0–1        |
| 2  | Qatar      | 6  | 3 | 1 | 2 | 5  | 6  | −1 | 10 | Vòng 4              |     | 1–3 | —     | 2–0  | 0–0        |
| 3  | Iraq       | 6  | 2 | 1 | 3 | 4  | 6  | −2 | 7  |                     |     | 1–0 | 0–1   | —    | 1–1        |
| 4  | Trung Quốc | 6  | 1 | 3 | 2 | 3  | 4  | −1 | 6  |                     | 0–0 | 0–1 | 1–2   | —    |            |

| Úc                                       | 3–0    | Qatar |
| ---------------------------------------- | ------ | ----- |
| Kennedy 11' · Cahill 17' · Bresciano 33' | Report |       |

| Iraq                      | 1–1    | Trung Quốc    |
| ------------------------- | ------ | ------------- |
| H.M. Mohammed 51' (ph.đ.) | Report | Trịnh Trí 75' |

| Trung Quốc | 0–0    | Úc |
| ---------- | ------ | -- |
|            | Report |    |

| Qatar               | 2–0    | Iraq |
| ------------------- | ------ | ---- |
| Fábio César 1', 62' | Report |      |

| Úc         | 1–0    | Iraq |
| ---------- | ------ | ---- |
| Kewell 47' | Report |      |

| Qatar | 0–0    | Trung Quốc |
| ----- | ------ | ---------- |
|       | Report |            |

| Trung Quốc | 0–1    | Qatar             |
| ---------- | ------ | ----------------- |
|            | Report | Soria 14' (ph.đ.) |

| Iraq            | 1–0    | Úc |
| --------------- | ------ | -- |
| E. Mohammed 28' | Report |    |

| Trung Quốc       | 1–2    | Iraq                        |
| ---------------- | ------ | --------------------------- |
| Châu Hải Tân 33' | Report | E. Mohammed 41' · Akram 67' |

| Qatar          | 1–3    | Úc                            |
| -------------- | ------ | ----------------------------- |
| Al Khalfan 89' | Report | Emerton 17', 56' · Kewell 74' |

| Úc | 0–1    | Trung Quốc    |
| -- | ------ | ------------- |
|    | Report | Tôn Tường 12' |

| Iraq | 0–1    | Qatar      |
| ---- | ------ | ---------- |
|      | Report | Bechir 77' |

### Bảng 2
| VT | Đội      | ST | T | H | B | BT | BB | HS | Đ  | Giành quyền tham dự |     | Nhật Bản | Bahrain | Oman | Thái Lan |
| -- | -------- | -- | - | - | - | -- | -- | -- | -- | ------------------- | --- | -------- | ------- | ---- | -------- |
| 1  | Nhật Bản | 6  | 4 | 1 | 1 | 12 | 3  | +9 | 13 | Vòng 4              |     | —        | 1–0     | 3–0  | 4–1      |
| 2  | Bahrain  | 6  | 3 | 2 | 1 | 7  | 5  | +2 | 11 | Vòng 4              |     | 1–0      | —       | 1–1  | 1–1      |
| 3  | Oman     | 6  | 2 | 2 | 2 | 5  | 7  | −2 | 8  |                     |     | 1–1      | 0–1     | —    | 2–1      |
| 4  | Thái Lan | 6  | 0 | 1 | 5 | 5  | 14 | −9 | 1  |                     | 0–3 | 2–3      | 0–1     | —    |          |

| Nhật Bản                                         | 4–1    | Thái Lan     |
| ------------------------------------------------ | ------ | ------------ |
| Endō 21' · Ōkubo 54' · Nakazawa 66' · Maki 90+1' | Report | Winothai 22' |

| Oman | 0–1    | Bahrain    |
| ---- | ------ | ---------- |
|      | Report | Hubail 14' |

| Thái Lan | 0–1    | Oman        |
| -------- | ------ | ----------- |
|          | Report | Sulaiman 1' |

| Bahrain    | 1–0    | Nhật Bản |
| ---------- | ------ | -------- |
| Hubail 77' | Report |          |

| Nhật Bản                                   | 3–0    | Oman |
| ------------------------------------------ | ------ | ---- |
| Nakazawa 10' · Ōkubo 22' · S. Nakamura 49' | Report |      |

| Thái Lan                      | 2–3    | Bahrain                         |
| ----------------------------- | ------ | ------------------------------- |
| Chaikamdee 25' · Winothai 45' | Report | Isa 22' · Latif 34' · Adnan 57' |

| Oman              | 1–1    | Nhật Bản         |
| ----------------- | ------ | ---------------- |
| Ahmed Mubarak 11' | Report | Endō 53' (ph.đ.) |

| Bahrain | 1–1    | Thái Lan     |
| ------- | ------ | ------------ |
| Isa 67' | Report | Thonglao 65' |

| Thái Lan | 0–3    | Nhật Bản                                   |
| -------- | ------ | ------------------------------------------ |
|          | Report | Tulio 23' · Nakazawa 39' · K. Nakamura 89' |

| Bahrain   | 1–1    | Oman         |
| --------- | ------ | ------------ |
| Aaish 41' | Report | Sulaiman 72' |

| Nhật Bản   | 1–0    | Bahrain |
| ---------- | ------ | ------- |
| Uchida 90' | Report |         |

| Oman              | 2–1    | Thái Lan          |
| ----------------- | ------ | ----------------- |
| Al Hosni 58', 85' | Report | Sripan 3' (ph.đ.) |

### Bảng 3
| VT | Đội               | ST | T | H | B | BT | BB | HS  | Đ  | Giành quyền tham dự |     | Hàn Quốc | Cộng hòa Dân chủ Nhân dân Triều Tiên | Jordan | Turkmenistan |
| -- | ----------------- | -- | - | - | - | -- | -- | --- | -- | ------------------- | --- | -------- | ------------------------------------ | ------ | ------------ |
| 1  | Hàn Quốc          | 6  | 3 | 3 | 0 | 10 | 3  | +7  | 12 | Vòng 4              |     | —        | 0–0                                  | 2–2    | 4–0          |
| 2  | CHDCND Triều Tiên | 6  | 3 | 3 | 0 | 4  | 0  | +4  | 12 | Vòng 4              |     | 0–0      | —                                    | 2–0    | 1–0          |
| 3  | Jordan            | 6  | 2 | 1 | 3 | 6  | 6  | 0   | 7  |                     |     | 0–1      | 0–1                                  | —      | 2–0          |
| 4  | Turkmenistan      | 6  | 0 | 1 | 5 | 1  | 12 | −11 | 1  |                     | 1–3 | 0–0      | 0–2                                  | —      |              |

| Hàn Quốc                                                     | 4–0    | Turkmenistan |
| ------------------------------------------------------------ | ------ | ------------ |
| Kwak Tae-hwi 43' · Seol Ki-hyeon 57', 85' · Park Ji-sung 73' | Report |              |

| Jordan | 0–1    | CHDCND Triều Tiên |
| ------ | ------ | ----------------- |
|        | Report | Hong Yong-jo 44'  |

| CHDCND Triều Tiên | 0–0    | Hàn Quốc |
| ----------------- | ------ | -------- |
|                   | Report |          |

| Turkmenistan | 0–2    | Jordan                   |
| ------------ | ------ | ------------------------ |
|              | Report | Al-Bzour 33' · Bawab 86' |

| Hàn Quốc                                      | 2–2    | Jordan                |
| --------------------------------------------- | ------ | --------------------- |
| Park Ji-sung 39' · Park Chu-young 48' (ph.đ.) | Report | Abdel-Fattah 73', 80' |

| Turkmenistan | 0–0    | CHDCND Triều Tiên |
| ------------ | ------ | ----------------- |
|              | Report |                   |

| CHDCND Triều Tiên | 1–0    | Turkmenistan |
| ----------------- | ------ | ------------ |
| Choe Kum-chol 72' | Report |              |

| Jordan | 0–1    | Hàn Quốc                   |
| ------ | ------ | -------------------------- |
|        | Report | Park Chu-young 24' (ph.đ.) |

| CHDCND Triều Tiên     | 2–0    | Jordan |
| --------------------- | ------ | ------ |
| Hong Yong-jo 44', 72' | Report |        |

| Turkmenistan       | 1–3    | Hàn Quốc                            |
| ------------------ | ------ | ----------------------------------- |
| Ovekov 77' (ph.đ.) | Report | Kim Do-heon 14', 86', 90+3' (ph.đ.) |

| Hàn Quốc | 0–0    | CHDCND Triều Tiên |
| -------- | ------ | ----------------- |
|          | Report |                   |

| Jordan               | 2–0    | Turkmenistan |
| -------------------- | ------ | ------------ |
| Abdel Fattah 66' 67' | Report |              |

### Bảng 4
| VT | Đội         | ST | T | H | B | BT | BB | HS  | Đ  | Giành quyền tham dự |     | Uzbekistan | Ả Rập Xê Út | Singapore | Liban |
| -- | ----------- | -- | - | - | - | -- | -- | --- | -- | ------------------- | --- | ---------- | ----------- | --------- | ----- |
| 1  | Uzbekistan  | 6  | 5 | 0 | 1 | 17 | 7  | +10 | 15 | Vòng 4              |     | —          | 3–0         | 3–0       | 3–0   |
| 2  | Ả Rập Xê Út | 6  | 5 | 0 | 1 | 15 | 5  | +10 | 15 | Vòng 4              |     | 4–0        | —           | 2–0       | 4–1   |
| 3  | Singapore   | 6  | 2 | 0 | 4 | 7  | 16 | −9  | 6  |                     |     | 3–7        | 0–3         | —         | 2–0   |
| 4  | Liban       | 6  | 0 | 0 | 6 | 3  | 14 | −11 | 0  |                     | 0–1 | 1–2        | 1–2         | —         |       |

1. 1 2  Vị trí của Uzbekistan và Saudi Arabia bị đảo ngược so với bảng xếp hạng ban đầu sau khi Singapore bị xử thua hai trận đấu.
2. 1 2  Được xử thắng 3–0 do Singapore sử dụng một cầu thủ không đủ điều kiện thi đấu trên sân.

| Liban | 0–1    | Uzbekistan  |
| ----- | ------ | ----------- |
|       | Report | Ahmedov 44' |

| Ả Rập Xê Út                 | 2–0    | Singapore |
| --------------------------- | ------ | --------- |
| Al-Qahtani 38' · Mouath 81' | Report |           |

| Uzbekistan                                           | 3–0    | Ả Rập Xê Út |
| ---------------------------------------------------- | ------ | ----------- |
| Kapadze 45+1' · Shatskikh 65' · Djeparov 67' (ph.đ.) | Report |             |

| Singapore             | 2–0    | Liban |
| --------------------- | ------ | ----- |
| Đurić 8' · Fazrul 24' | Report |       |

| Singapore                                        | 3–7    | Uzbekistan                                                                                   |
| ------------------------------------------------ | ------ | -------------------------------------------------------------------------------------------- |
| Đurić 16' · Mustafić 31' (ph.đ.) · Wilkinson 73' | Report | Kapadze 10' · Karpenko 22' · Djeparov 34', 44' · Denisov 42' · Ibrahimov 62' · Shatskikh 88' |

| Ả Rập Xê Út                                     | 4–1    | Liban      |
| ----------------------------------------------- | ------ | ---------- |
| Al-Qahtani 45', 90+1' · Hawsawi 65' · Tukar 83' | Report | El Ali 43' |

| Uzbekistan   | 3–0 Xử thắng | Singapore |
| ------------ | ------------ | --------- |
| Geynrikh 80' | Report       |           |

| Liban         | 1–2    | Ả Rập Xê Út      |
| ------------- | ------ | ---------------- |
| Ghaddar 90+3' | Report | Tukar 45+2', 60' |

| Singapore | 0–3 Xử tháng | Ả Rập Xê Út                   |
| --------- | ------------ | ----------------------------- |
|           | Report       | Ab. Otaif 37' · Al-Fraidi 76' |

| Uzbekistan                        | 3–0    | Liban |
| --------------------------------- | ------ | ----- |
| Ahmedov 50', 63' · Djeparov 90+4' | Report |       |

| Liban               | 1–2    | Singapore                         |
| ------------------- | ------ | --------------------------------- |
| Baihakki 62' (l.n.) | Report | Dayoub 72' (l.n.) · Wilkinson 73' |

| Ả Rập Xê Út                                    | 4–0    | Uzbekistan |
| ---------------------------------------------- | ------ | ---------- |
| Ab. Otaif 5' · Mouath 36', 88' · Al-Harthi 56' | Report |            |

### Bảng 5
| VT | Đội    | ST | T | H | B | BT | BB | HS | Đ  | Giành quyền tham dự |     | Iran | Các Tiểu vương quốc Ả Rập Thống nhất | Syria | Kuwait |
| -- | ------ | -- | - | - | - | -- | -- | -- | -- | ------------------- | --- | ---- | ------------------------------------ | ----- | ------ |
| 1  | Iran   | 6  | 3 | 3 | 0 | 7  | 2  | +5 | 12 | Vòng 4              |     | —    | 0–0                                  | 0–0   | 2–0    |
| 2  | UAE    | 6  | 2 | 2 | 2 | 7  | 7  | 0  | 8  | Vòng 4              |     | 0–1  | —                                    | 1–3   | 2–0    |
| 3  | Syria  | 6  | 2 | 2 | 2 | 7  | 8  | −1 | 8  |                     |     | 0–2  | 1–1                                  | —     | 1–0    |
| 4  | Kuwait | 6  | 1 | 1 | 4 | 8  | 12 | −4 | 4  |                     | 2–2 | 2–3  | 4–2                                  | —     |        |

| Iran | 0–0    | Syria |
| ---- | ------ | ----- |
|      | Report |       |

| UAE                        | 2–0    | Kuwait |
| -------------------------- | ------ | ------ |
| Al Shehhi 14' · Khalil 53' | Report |        |

| Syria     | 1–1    | UAE       |
| --------- | ------ | --------- |
| Chaabo 2' | Report | Matar 54' |

| Kuwait                    | 2–2    | Iran                      |
| ------------------------- | ------ | ------------------------- |
| Ajab 38' · Al-Rashidi 81' | Report | Nikbakht 2' · Hosseini 5' |

| Iran | 0–0    | UAE |
| ---- | ------ | --- |
|      | Report |     |

| Syria          | 1–0    | Kuwait |
| -------------- | ------ | ------ |
| Al-Hussain 52' | Report |        |

| UAE | 0–1    | Iran     |
| --- | ------ | -------- |
|     | Report | Zandi 8' |

| Kuwait                                   | 4–2    | Syria                |
| ---------------------------------------- | ------ | -------------------- |
| Ajab 2', 20', 63' · Al Khouja 57' (l.n.) | Report | Al-Khatib 10', 45+2' |

| Syria | 0–2    | Iran                       |
| ----- | ------ | -------------------------- |
|       | Report | Rezaei 64' · Khalili 90+5' |

| Kuwait        | 2–3    | UAE                             |
| ------------- | ------ | ------------------------------- |
| Ajab 52', 79' | Report | Matar 23', 39' · Mohammed 90+1' |

| Iran                        | 2–0    | Kuwait |
| --------------------------- | ------ | ------ |
| Nekounam 17' · Rezaei 90+2' | Report |        |

| UAE               | 1–3    | Syria                             |
| ----------------- | ------ | --------------------------------- |
| Matar 83' (ph.đ.) | Report | Al Hussain 34', 51' · Malki 90+3' |

## Cầu thủ ghi bàn
Đã có 137 bàn thắng ghi được trong 60 trận đấu, trung bình 2.28 bàn thắng mỗi trận đấu.
6 bàn thắng
- Ahmad Ajab

4 bàn thắng
- Hassan Abdel Fattah
- Ismail Matar
- Server Djeparov

3 bàn thắng
- Yuji Nakazawa
- Hong Yong-jo
- Yasser Al-Qahtani
- Malek Mouath
- Redha Tukar
- Kim Do-heon
- Jehad Al-Hussain
- Odil Ahmedov

2 bàn thắng
- Brett Emerton
- Harry Kewell
- A'ala Hubail
- Salman Isa
- Gholamreza Rezaei
- Emad Mohammed
- Endō Yasuhito
- Ōkubo Yoshito
- Ismail Sulaiman Al Ajmi
- Amad Al Hosni
- Fábio César Montezine
- Abdoh Otaif
- Aleksandar Đurić
- John Wilkinson
- Park Chu-young
- Park Ji-sung
- Seol Ki-hyeon
- Firas Al-Khatib
- Teeratep Winothai
- Timur Kapadze
- Maksim Shatskikh

1 bàn thắng
- Mark Bresciano
- Tim Cahill
- Joshua Kennedy
- Faouzi Aaish
- Ismail Abdullatif
- Sayed Mohamed Adnan
- Tôn Tường
- Trịnh Trí
- Châu Hải Tân
- Jalal Hosseini
- Mohsen Khalili
- Javad Nekounam
- Alireza Vahedi Nikbakht
- Ferydoon Zandi
- Nashat Akram
- Hawar Mulla Mohammed
- Maki Seiichiro
- Nakamura Kengo
- Nakamura Shunsuke
- Tanaka Marcus Tulio
- Atsuto Uchida
- Waseem Al-Bzour
- Thaer Bawab
- Fahad Al-Rashidi
- Mahmoud El Ali
- Mohammed Ghaddar
- Choe Kum-chol
- Ahmed Mubarak Al Mahaijri
- Sayed Ali Bechir
- Khalfan Ibrahim
- Sebastián Soria
- Ahmed Al-Fraidi
- Saad Al-Harthi
- Osama Hawsawi
- Mustafic Fahrudin
- Fazrul Nawaz
- Kwak Tae-hwi
- Zyad Chaabo
- Sanharib Malki
- Sarayoot Chaikamdee
- Totchtawan Sripan
- Datsakorn Thonglao
- Guvanch Ovekov
- Saif Mohammed Al Bishr
- Mohamed Al Shehhi
- Faisal Khalil
- Vitaliy Denisov
- Alexander Geynrikh
- Aziz Ibrahimov
- Victor Karpenko

1 bàn phản lưới nhà
- Ramez Dayoub (trong trận gặp Singapore)
- Baihakki Khaizan (trong trận gặp Liban)
- Anas Al Khouja (trong trận gặp Kuwait)